# Isao Iwabuchi
Isao Iwabuchi (jap. 岩淵功 Iwabuchi Isao; ur. 17 listopada 1933 w prefekturze Tochigi, zm. 16 kwietnia 2003 w Tokio) – japoński piłkarz, reprezentant kraju.

## Kariera klubowa
Od 1954 do 1958 roku występował w klubie Keiō BRB.

## Kariera reprezentacyjna
Karierę reprezentacyjną rozpoczął w 1955, a zakończył w 1958 roku. W sumie w reprezentacji wystąpił w 8 spotkaniach. Został powołany do kadry na Igrzyska Olimpijskie 1956.

## Statystyki
| Reprezentacja Japonii | Reprezentacja Japonii | Reprezentacja Japonii |
| Rok                   | Mecze                 | Gole                  |
| --------------------- | --------------------- | --------------------- |
| 1955                  | 3                     | 1                     |
| 1956                  | 3                     | 1                     |
| 1957                  | 0                     | 0                     |
| 1958                  | 2                     | 0                     |
| Razem                 | 8                     | 2                     |